# Eugenio Guglielminetti
Eugenio Guglielminetti (Asti, 17 luglio 1921 – 6 settembre 2006) è stato uno scenografo, costumista, pittore e scultore italiano.

## Biografia
Eugenio Guglielminetti è considerato uno dei maggiori scenografi/costumisti teatrali e televisivi del secondo Novecento italiano.

Saul di Vittorio Alfieri (1954), regia Franco Enriquez, Compagnia "Teatro di via Manzoni", Teatro Alfieri, Asti.

Nato ad Asti nel 1921, frequenta l'Accademia Albertina di Torino. Allievo di Giuseppe Manzone e di Felice Casorati, è cresciuto nel clima torinese degli anni '40-'50, caratterizzato dalla presenza di artisti quali Enrico Paolucci, Paola Levi Montalcini, Luigi Spazzapan. Attingendo agli umori culturali europei in occasione di un prolungato soggiorno parigino nel 1943, Guglielminetti matura le premesse per la successiva attività teatrale.
Dopo svariate esperienze di sperimentazione teatrale nell'ambito del circolo culturale La Giostra, l'incontro con il teatro professionale avviene nel 1953, con la realizzazione delle scene e dei costumi per Antigone di Alfieri, con la regia di Gianfranco De Bosio. Subito negli anni a seguire progetta le scene per altre opere alfieriane quali: Ottavia, Saul, La congiura dei Pazzi, Filippo, Il divorzio.
Dal 1946 al 2006, Guglielminetti progetta più di 300 scenografie.

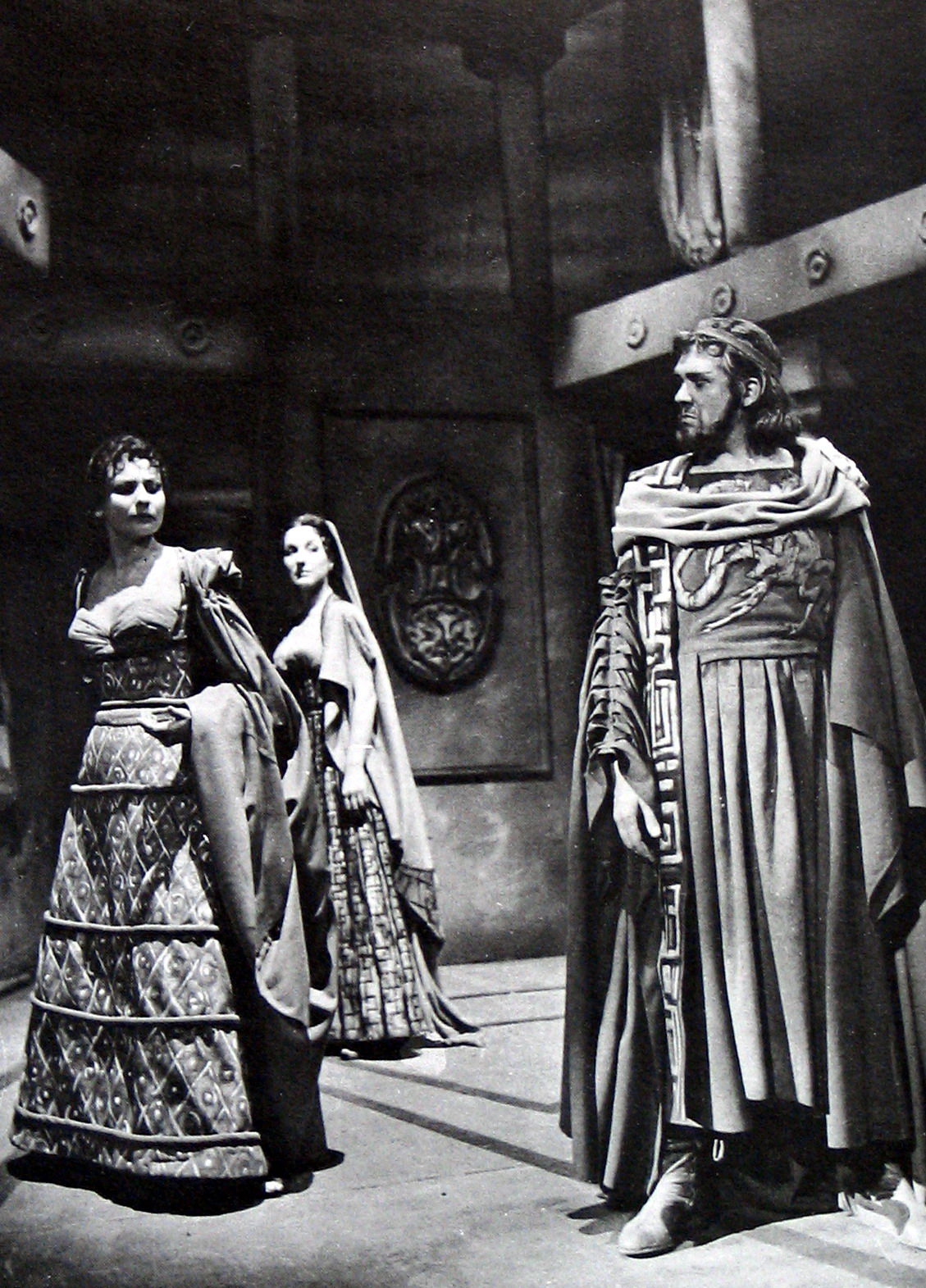
Oreste di Vittorio Alfieri (1956), regia Enrico Maria Salerno, Compagnia del Piccolo Teatro di Genova, Teatro Alfieri, Asti.

Virginia di Vittorio Alfieri (1961), regia Gianfranco De Bosio, Compagnia "Centro Nazionale studi alfieriani, Torino Giardini di Palazzo reale.

Alcuni dei maggiori enti con cui collabora sono: Centri di Produzione RAI TV di Torino, Milano, Napoli, Roma; Teatri Stabili di Torino, Genova, L'Aquila, Roma, Palermo; Teatro alla Scala di Milano; Teatro Carlo Felice di Genova; Teatro San Carlo di Napoli; Teatro La Fenice di Venezia; Teatro Colón di Buenos Aires; Opera di Chicago; Deutsche Oper di Berlino; Teatro Regio di Torino; Teatro Romano di Pompei; Teatro Comunale di Bologna; Teatro Municipale di Reggio Emilia, Teatro Nuovo di Torino; Teatro Olimpico di Vicenza; Compagnia Brignone-Proclemer-Albertazzi; Compagnia M. Scaccia; Compagnia Il Mago Povero di Asti.
Al 2005 risale l'apertura della Fondazione Eugenio Guglielminetti a Palazzo Alfieri (Asti).